# Revolution Studios
Revolution Studios est un studio de cinéma et de télévision américain dirigé par Vince Totino, directeur général, et Scott Hemming, directeur de l'exploitation.

## Histoire
Revolution Studios a été fondée en 2000 par Joe Roth, ancien président de Walt Disney Studios et 20th Century Fox.

## Activités
La société se concentre principalement sur l'exploitation des droits de distribution, de reprise et de suite des titres de sa bibliothèque, qu'elle continue d'enrichir grâce à des acquisitions et de nouvelles productions.